# Fiorinia separata
Fiorinia separata är en insektsart som beskrevs av Sadao Takagi 1961. Fiorinia separata ingår i släktet Fiorinia och familjen pansarsköldlöss. Inga underarter finns listade i Catalogue of Life.